# 氧空位
对于金属氧化物，如果在特定外界环境下（比如高温），会造成晶格中的氧脱离，导致氧缺失，形成氧空位，缺陷方程可以表示为O=1/2O2+Vo.对于金属氧化物，其氧空位是缺陷的一种。
由于在氧化物中相对于氧，其他元素的电负性一般小于氧，所以当失去氧时，相当于取走一个氧原子加上两个带正电的电子-空穴，如果这两个电子-空穴被束缚在氧空位上，说明氧空位一般带正电。